# Edgardo Sanabria Santaliz
Edgardo Sanabria Santaliz (San Germán, Puerto Rico, 27 de septiembre de 1951) es un cuentista, poeta y ensayista puertorriqueño perteneciente a la llamada generación literaria de la década de los 70.

## Vida
Cursó su bachillerato en la Universidad de Puerto Rico, y dos años de estudio de música en el Real Conservatorio de Madrid. También obtuvo una maestría en Estudios Hispánicos de la Universidad de Brown, Providence, R.I. Fue profesor de español y de literatura latinoamericana y puertorriqueña en distintas instituciones docentes dentro y fuera de su país. Más tarde ingresó en la Orden de Predicadores (Dominicos) y fue ordenado sacerdote en el año 1996. Ahora es sacerdote diocesano jubilado. Ha publicado nueve libros.pop

## Obra
- Delfia cada tarde. Río Piedras: Editorial Cultural, 1978. (Cuentos.)
- El día que el hombre pisó la luna. Río Piedras: Editorial Antillana, 1984. (Cuentos.)
- Cierta inevitable muerte. Buenos Aires: Ediciones de la Flor, 1988. (Cuentos.)
- Las horas púrpura. Río Piedras: Editorial Cultural, 1994. (Antología personal.)
- Peso pluma. San Juan: Editorial de la Universidad de Puerto Rico, 1996. (Ensayos.)
- El arte de dormir en una silla de hospital. San Juan: Editorial Plaza Mayor, 2003. (Poemas y un cuento.)
- Quiérete mucho. San Juan: Ediciones Situm, 2005. (Ensayos.)
- Antes del último día (Antología personal de cuentos) . San Juan: Isla Negra Editores, 2015.
- Cuentos para mirar con microscopio. San Juan: Editorial EDP University, 2016. (Microrrelatos.)

## Premios
Sanabria Santaliz ha sido merecedor de varios premios literarios, entre los cuales destacan el Premio Nacional del PEN Club de Puerto Rico (1985) por su libro de cuentos El día que el hombre pisó la luna, el Premio del Instituto de Literatura Puertorriqueña (1988) por el libro de cuentos Cierta inevitable muerte, y el Premio Juan Rulfo de Poesía del Instituto Cervantes de París (2002, ex aequo) por su poemario El arte de dormir en una silla de hospital.